# 기무라 사오리
기무라 사오리(일본어: 木村 沙織, 1989년 8월 19일~)는 일본의 전직 배구 선수로 현역 시절 포지션은 윙스파이커이다. 일본 여자 대표팀의 일원으로 올림픽에 4회 출전하여 2012년 하계 올림픽에서 동메달을 획득했다. 또한 세계 선수권 대회에 3회 참가하여 2010년 세계 선수권 대회에서 동메달을 획득했다.

## 프로 경력
사이타마현 야시오시 출신으로 배구 명문 학교인 세이토쿠 학원을 졸업했다. 이미 고등학교 2학년 때 일본 여자 대표팀에 발탁되어 국제 경기에 참가했다.
세이토쿠 학원 졸업 후 일본 여자 배구 리그이 팀인 도레이 애로스에서 프로 선수 경력을 시작했다. 2012년 7월에는 튀르키예 프로 배구팀인 바크프방크 SK로 이적하여 1시즌을 뛰었고 2013년에는 페네르바흐체에서 1시즌을 뛰었다.

## 국가대표팀 경력
고등학교 2학년 때인 2003년 야나기모토 쇼이치가 이끄는 일본 국가대표팀에 처음 발탁되었고 2003년 월드컵을 통해 처음 성인 국제 대회에 참가했다.
2004년 하계 올림픽, 2008년 하계 올림픽, 2012년 하계 올림픽, 2016년 하계 올림픽 4번의 올림픽에 참가했으며 런던에서 열린 2012년 하계 올림픽에서 동메달을 획득했다.

## 개인사
2016년 비치발리볼 선수인 히다카 유지로와 결혼했고 2023년에 아들인 고타로가 태어났다.